# Pływanie na Letnich Igrzyskach Olimpijskich Młodzieży 2010 – 50 metrów stylem klasycznym dziewcząt
Zawody dziewcząt na dystansie 50 metrów stylem klasycznym w pływaniu na Letnich Igrzyskach Olimpijskich Młodzieży 2010 odbyły się 16 sierpnia w Singapore Sports School w Singapurze.

## Wyniki - eliminacje

### Wyścig 1
| Rk | Tor | Zawodnik                | Kraj         | Czas  | Uwagi |
| -- | --- | ----------------------- | ------------ | ----- | ----- |
| 1  | 5   | Mariana Henriques       | Angola       | 37.65 |       |
| 2  | 3   | Angelika Ouedraogo      | Burkina Faso | 42.21 |       |
| -  | 4   | Maimouna Boubacar Badie | Niger        |       | DSQ   |

### Wyścig 2
| Rk | Tor | Zawodnik               | Kraj              | Czas  | Uwagi |
| -- | --- | ---------------------- | ----------------- | ----- | ----- |
| 1  | 5   | Ana de Pinho Rodrigues | Portugalia        | 32.75 | Q     |
| 2  | 3   | Tjasa Vozel            | Słowenia          | 32.77 | Q     |
| 2  | 4   | Chang Wang             | Chiny             | 33.38 | Q     |
| 4  | 6   | Taryn Mackenzie        | Południowa Afryka | 33.51 | Q     |
| 5  | 2   | Noora Laukkanen        | Finlandia         | 33.64 | Q     |
| 6  | 7   | Aurelia Trnovcova      | Słowacja          | 34.08 |       |
| 7  | 1   | Amanda Jia Xin Liew    | Brunei            | 36.51 |       |

### Wyścig 3
| Rk | Tor | Zawodnik           | Kraj           | Czas  | Uwagi |
| -- | --- | ------------------ | -------------- | ----- | ----- |
| 1  | 2   | Rachel Nicol       | Kanada         | 32.16 | Q     |
| 2  | 4   | Martina Carraro    | Włochy         | 32.69 | Q     |
| 3  | 3   | Lina Rathsack      | Niemcy         | 32.99 | Q     |
| 4  | 6   | Urte Kazakeviciute | Litwa          | 33.12 | Q     |
| 5  | 5   | Yvette Man-Yi Kong | Hongkong       | 33.31 | Q     |
| 6  | 1   | Katarina Durdević  | Czarnogóra     | 35.21 |       |
| 7  | 7   | Kum Jong Ho        | Korea Północna | 37.10 |       |

### Wyścig 4
| Rk | Tor | Zawodnik                | Kraj                                 | Czas  | Uwagi |
| -- | --- | ----------------------- | ------------------------------------ | ----- | ----- |
| 1  | 4   | Alessandra Marchioro    | Brazylia                             | 32.65 | Q     |
| 2  | 2   | Evghenia Tanasienco     | Mołdawia                             | 33.22 | Q     |
| 3  | 3   | Tina Meza               | Słowenia                             | 33.37 | Q     |
| 4  | 6   | Maria Georgia Michalaka | Grecja                               | 33.40 | Q     |
| 5  | 7   | Julia Litwina           | Kazachstan                           | 33.49 | Q     |
| 6  | 1   | Xin Jing Cheryl Lim     | Singapur                             | 33.82 | Q     |
| 7  | 8   | Brigitte Rasmussen      | Wyspy Dziewicze Stanów Zjednoczonych | 35.77 |       |
| -  | 5   | Hyejin Kim              | Korea Południowa                     |       | DNS   |

## Wyniki - półfinały

### Półfinał 1
| Rk | Tor | Zawodnik                | Kraj              | Czas  | Uwagi |
| -- | --- | ----------------------- | ----------------- | ----- | ----- |
| 1  | 5   | Ana de Pinho Rodrigues  | Portugalia        | 32.30 | Q     |
| 2  | 4   | Alessandra Marchioro    | Brazylia          | 32.70 | Q     |
| 3  | 3   | Lina Rathsack           | Niemcy            | 32.73 | Q     |
| 4  | 7   | Maria Georgia Michalaka | Grecja            | 32.96 | Q     |
| 5  | 2   | Tina Meza               | Słowenia          | 33.31 |       |
| 6  | 1   | Taryn Mackenzie         | Południowa Afryka | 33.47 |       |
| 7  | 6   | Evghenia Tanasienco     | Mołdawia          | 33.63 |       |
| 8  | 8   | Xin Jing Cheryl Lim     | Singapur          | 33.65 |       |

### Półfinał 2
| Rk | Tor | Zawodnik           | Kraj       | Czas  | Uwagi |
| -- | --- | ------------------ | ---------- | ----- | ----- |
| 1  | 4   | Rachel Nicol       | Kanada     | 32.13 | Q     |
| 2  | 5   | Martina Carraro    | Włochy     | 32.23 | Q     |
| 3  | 3   | Tjasa Vozel        | Słowenia   | 32.87 | Q     |
| 4  | 6   | Urte Kazakeviciute | Litwa      | 33.05 | Q     |
| 5  | 8   | Noora Laukkanen    | Finlandia  | 33.22 |       |
| 6  | 7   | Chang Wang         | Chiny      | 33.29 |       |
| 7  | 1   | Julia Litwina      | Kazachstan | 33.64 |       |
| 8  | 2   | Yvette Man-Yi Kong | Hongkong   | 33.69 |       |

## Wyniki - finał
| Rk | Tor | Zawodnik                | Kraj       | Czas  | Uwagi |
| -- | --- | ----------------------- | ---------- | ----- | ----- |
|    | 4   | Rachel Nicol            | Kanada     | 32.06 |       |
|    | 5   | Martina Carraro         | Włochy     | 32.44 |       |
|    | 3   | Ana de Pinho Rodrigues  | Portugalia | 32.49 |       |
| 4  | 6   | Alessandra Marchioro    | Brazylia   | 32.60 |       |
| 5  | 2   | Lina Rathsack           | Niemcy     | 32.79 |       |
| 6  | 1   | Maria Georgia Michalaka | Grecja     | 32.90 |       |
| 7  | 7   | Tjasa Vozel             | Słowenia   | 33.14 |       |
| 8  | 8   | Urte Kazakeviciute      | Litwa      | 33.22 |       |